# William Morton
William Thomas Green Morton (9. srpna 1819 Charlton, Massachusetts – 15. července 1868 New York) byl americký stomatolog, propagátor a průkopník anestézie.
Proslul především veřejným experimentem, při němž byl 16. října 1846 v Massachusetts General Hospital v Bostonu (fakultní nemocnici při Harvard University) chirurgem J. C. Warrenem poprvé za celkové anestézie bezbolestně odoperován nádor. Pacient později popsal operaci slovy: „jakoby mne někdo podrbal na krku“ („as if my neck's been scratched“). Morton anestézii provedl inhalací éteru, látku však nazýval letheon, aby skryl její složení.
Morton si nechal svůj postup patentovat, mezi lékaři se však vznesla vlna nevole a protestů proti patentování tak zásadního a humánního objevu. Morton následně prohlásil, že nechce rozšíření svého objevu nijak omezovat, chce se však patentem ujistit, že bude vykonáván kompetentními lékaři a nebude zneužit.
O Mortonově životě byl natočen film The Great Moment (1944), na jeho počest je v bostonském parku postaven pomník a posluchárna, v níž byl slavný experiment proveden, se na památku této události nazývá Ether Dome (Éterový dóm)